# Чарлс Портис
Чарлс МекКол Портис (28. децембар 1933 – 17. фебруар 2020) био је амерички писац најпознатији по својим романима Норвуд (1966) и класику Вестерн Тру Грит (1968), оба адаптирана као филмови. Ово последње је такође инспирисало филмски наставак и наставак филма направљен за ТВ. Новија филмска адаптација Тру Грит објављена је у 2010. 
Портис је описан као "један од најинвентивнијих стрип писаца западне фантастике". 

## Рани живот
Чарлс Портис је рођен у 1933. године у Ел Дораду, Арканзас, као сина Алис (Ведел) и Семјуела Палмера Портиса. Одрастао је и школовао се у разним градовима јужног Арканзаса, укључујући Хамбург и Маунт Холи . 
Током Корејског рата, Портис се пријавио у амерички марински корпус и достигао чин наредника .  Након што је отпуштен 1955. године, уписао се на Универзитет Арканзаса у Фајетвилу . Дипломирао је новинарство 1958. 

## Каријера
Портис је почео да пише на колеџу, и за студентске новине Универзитета Арканзас у Фајетвилу, Аркансас Травелер, и за Нортвест Аркансас Тајмс . Један од његових задатака је био да редигује живописно извештавање о „дамама стрингерсима“ у Озарксима, задатак који је заслужан као извор живописног гласа који је годинама касније створио за свог лика Мети Рос у Тру Грит .  Након што је Портис дипломирао, радио је за разне новине као репортер, укључујући Мемфис Комершал Апиал и скоро две године у Аркансас Газет, за који је писао колумну „Наш град“. 
Портис се затим вратио у Арканзас и почео да пише белетристику са пуним радним временом. У свом првом роману, <i id="mwPw">Норвуд</i> (1966), показао је своју склоност према путописним наративима са мртвим дијалогом, комбинованим са забавним запажањима о америчкој култури.

Као и Норвуд, његов роман <i id="mwRw">Тру Грит</i> (1968) први пут је објављен у сажетом облику у Д Сатурдаи Ивнинг Пост . Прича је испричана у првом лицу из перспективе Мети Рос, рођене у округу Јел . У време догађаја у роману, она је 14-годишња девојчица која је храбра, оштроумна, снажне воље, која цитира Библију. Када њеног оца у Форт Смиту у Арканзасу убије Том Чејни, унајмљени радник, она креће да приведе убицу правди.

Портис је објавио неколико кратких дела у Д Атлантик Монтли, укључујући мемоаре „Комбинације Џексона“  и причу „Не причам са услуге не више“. 

## Смрти
Портис је живео у Литл Року у Арканзасу, где је  на 17. фебруара 2020 године умро од Алцхајмерове болести у својој 86 години.  

## Извођење радова
Новеле
- 1966: Норвуд
- 1968: Тру Грит
- 1979: Пас југа
- 1985: Господари Атлантиде
- 1991: Грингоси

Документарну литературу
- 2012: Ескејп Велосити: Чарлс Портис Мискелани

Кратку белетристику, чланци итд.
- „Нови звук из Нешвила“, Д Сатрдај Ивнинг Пост, 239 (12. фебруар 1966): 30–38.
- „Патувачко светло“, Д Сатрдај Ивнинг Пост, 239 (18. јун 1966): 54–77 ; 239 (2. јул 1966): 48–75. (Ревидирана, серијализована верзија Норвоод-а ).
- „Тру Грит“, Д Сатрдај Ивнинг Пост, 241 (18. мај 1968): 68–85; 241 (1. јун 1968): 46–61; 241 (15. јун 1968): 44–57. (Сажета, серијализована верзија Тру Грит ).
- „Твојата акциона линија“, Д Сатрдај Ивнинг Пост, 53 (12. децембар 1977): 42–43. Фаулкнер Велс, Деан, ур. Д Грејт Американ Врајтерс' Кукбук. Оксфорд: Јокнапатавфа Прес (1981).
- „Ноћи могу постати хладне у Вибори“, Д Атлантик Монтли, 270 (дец. 1992): 101–106.
- „Више не говорим о услузи.“Д Атлантик Монтли, мај, 1996, књ. 277, бр. 5, стр.90–92.
- "Комбинације Џексона." Д Атлантик Монтли, мај, 1999, књ. 283, бр. 5, стр.81–92. (Мемоари).